# Работа выхода
Рабо́та вы́хода — разность значений энергий уровня вакуума {\displaystyle E_{vac}} и уровня Ферми {\displaystyle E_{F}}, то есть минимальная энергия, которую необходимо сообщить электрону для его «непосредственного» удаления из объёма твёрдого тела, обычно металла или полупроводника:
{\displaystyle \phi =E_{vac}-E_{F}.}
Работа выхода обычно указывается в электрон-вольтах, типичные величины лежат в диапазоне 3—5 эВ.
Возможные обозначения: {\displaystyle \phi ,} {\displaystyle W,} {\displaystyle \Phi } и другие.
Здесь «непосредственность» означает то, что электрон удаляется из твёрдого тела через данную поверхность и перемещается в точку, которая расположена достаточно далеко от поверхности по атомным масштабам, достаточным чтобы электрон прошёл весь двойной слой, но достаточно близко по сравнению с размерами макроскопических граней кристалла.

## Определение и комментарий
Работа выхода {\displaystyle \phi } находится как {\displaystyle E_{vac}-E_{F},} где энергия уровня вакуума берётся на небольшом расстоянии от места выхода электрона из образца, хотя и значительно большем, чем постоянная кристаллической решётки.
При удалении электрона от поверхности его взаимодействие с зарядами, остающимися внутри твёрдого тела, приводит к индуцированию поверхностных зарядов (в электростатике для расчёта взаимодействия применяется «метод изображения заряда»). Удаление электрона на бесконечность происходит в поле индуцированного поверхностного заряда на что требуется дополнительная работа, зависящая от диэлектрической проницаемости вещества, геометрии образца и свойств всех его поверхностей.
При нахождении величины {\displaystyle \phi } удаление от конкретной грани полагается небольшим, и эта дополнительная работа не учитывается. {\displaystyle \phi } оказывается разной для различных кристаллографических плоскостей поверхности вещества. В отличие от {\displaystyle \phi ,} работа по перемещению электрона далее в бесконечность не зависит от того, через какую плоскость был удален электрон, ввиду потенциальности электростатического поля.

## Работа выхода в фотоэффекте
Работа выхода во внешнем фотоэффекте — минимальная энергия фотонов, необходимая для удаления электрона из вещества под действием света при {\displaystyle T=0~{\text{K}}.}

## Работа выхода из различных металлов
Единицей измерения работы в СИ являются джоуль (Дж), но в физике твердого тела принято использовать электронвольт (эВ).
Диапазоны изменения работы выхода для типичных кристаллографических плоскостей указаны в таблице:
| Элемент | эВ          | Элемент | эВ          | Элемент | эВ          | Элемент | эВ          | Элемент | эВ          |
| ------- | ----------- | ------- | ----------- | ------- | ----------- | ------- | ----------- | ------- | ----------- |
| Ag:     | 4,52 — 4,74 | Al:     | 4,06 — 4,26 | As:     | 3,75        | Au:     | 5,1 — 5,47  | B:      | ~4,45       |
| Ba:     | 2,52 — 2,7  | Be:     | 4,98        | Bi:     | 4,31        | C:      | ~5          | Ca:     | 2,87        |
| Cd:     | 4,08        | Ce:     | 2,9         | Co:     | 5           | Cr:     | 4,5         | Cs:     | 2,14        |
| Cu:     | 4,53 — 5,10 | Eu:     | 2,5         | Fe:     | 4,67 — 4,81 | Ga:     | 4,32        | Gd:     | 2,90        |
| Hf:     | 3,9         | Hg:     | 4,475       | In:     | 4,09        | Ir:     | 5,00 — 5,67 | K:      | 2,29        |
| La:     | 3,5         | Li:     | 2,93        | Lu:     | ~3,3        | Mg:     | 3,66        | Mn:     | 4,1         |
| Mo:     | 4,36 — 4,95 | Na:     | 2,36        | Nb:     | 3,95 — 4,87 | Nd:     | 3,2         | Ni:     | 5,04 — 5,35 |
| Os:     | 5,93        | Pb:     | 4,25        | Pd:     | 5,22 — 5,6  | Pt:     | 5,12 — 5,93 | Rb:     | 2,261       |
| Re:     | 4,72        | Rh:     | 4,98        | Ru:     | 4,71        | Sb:     | 4,55 — 4,7  | Sc:     | 3,5         |
| Se:     | 5,9         | Si:     | 4,60 — 4,85 | Sm:     | 2,7         | Sn:     | 4,42        | Sr:     | ~2,59       |
| Ta:     | 4,00 — 4,80 | Tb:     | 3,00        | Te:     | 4,95        | Th:     | 3,4         | Ti:     | 4,33        |
| Tl:     | ~3,84       | U:      | 3,63 — 3,90 | V:      | 4,3         | W:      | 4,32 — 5,22 | Y:      | 3,1         |
| Yb:     | 2,60        | Zn:     | 3,63 — 4,9  | Zr:     | 4,05        |         |             |         |             |

Работу выхода можно определить методом контактной разности потенциалов, основанном на сравнении работ выхода из металлов - эталонного и контролируемого. 

## Работа выхода для полупроводника

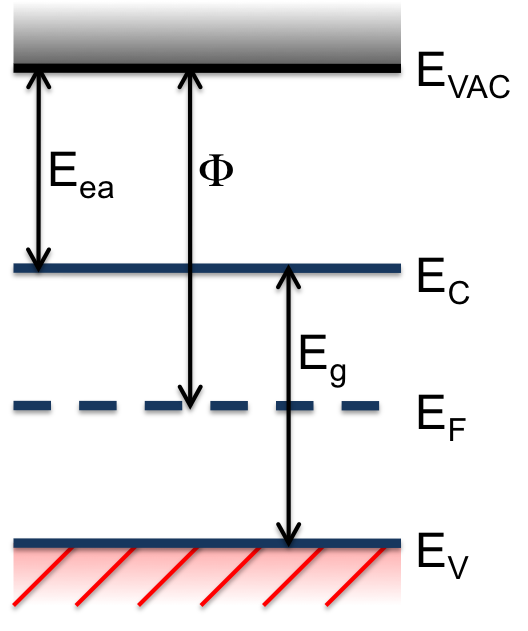
Зонная диаграмма полупроводника

Для полупроводников работа выхода определяется точно так же, как и для металлов (и данные для некоторых собственных полупроводников включены в таблицу).
На практике полупроводник обычно легирован и величина {\displaystyle \Phi } зависит от типа и концентрации легирующих примесей. Уровень {\displaystyle E_{F}} при сильном легировании донорами находится у края зоны проводимости {\displaystyle E_{c}}, а при сильном легировании акцепторами — близко к краю валентной зоны {\displaystyle E_{v}} (соответственно, вариации {\displaystyle \Phi } составляют около ширины запрещённой зоны {\displaystyle E_{g}.}
Более универсальной величиной, вместо {\displaystyle \Phi ,} для полупроводников является энергия сродства к электрону, равная {\displaystyle E_{ea}=E_{vac}-E_{c}.} Например, для кремния сродство составляет 4,05 эВ, а работа выхода примерно от 4,0 до 5,2 эВ (для собственного материала около 4,6 эВ).